# Brug 212
Brug 212 is een vaste brug in Amsterdam-Oost.
De brug uit 1937 is gelegen in het Flevopark en is alleen toegankelijke voor voetgangers, fietsers en nooddiensten. De brug ligt ten zuidoosten van de Titaantjesbrug in een doorgaande wandel/fietsroute door het park. De brug steunt op twee betonnen walkanten en bestaat volledig uit hout (overspanning, beplanking en balustrades). De oorspronkelijke brug uit 1937 is ontworpen door Piet Kramer en de Dienst der Publieke Werken. Kramer ontwierp dit bruggetje in combinatie met brug 196; de eerder genoemde Titaantjesbrug.
In 1977 werd de brug geheel vernieuwd en is Kramers schepping verloren gegaan.
<<< · 200 · 201 · 202 · 203 · 204 · 205 · 206 · 207 · 208 · 209 ·  210 · 211 · 212 · 213 · 214 · 215 · 216 · 217 · 218 · 220 · 221 · 222 · 223 · 224 · 225 · 226 · 227 · 228 · 228P · 229 · 230 · 231 · 232 · 233 · 234 · 235 · 236 · 237 · 238 · 239 ·  240 · 241 · 242 · 243 · 244 · 245 · 246 · 247 · 248 · 249 ·  250 · 251 · 252 · 253 · 254 · 255 · 256 · 257 · 258 · 259 · 260 · 261 · 262 · 263 · 264 · 265 · 266 · 267 · 270 · 271 · 272 · 273 · 274 · 275 · 277 · 278 · 279 · 280 · 281 · 283 · 285 · 286 · 287 · 288 · 289 · 290 · 291 · 292 · 293 · 295 · 296 · 297 · 298 · 299 · >>>
Brugnummers 219, 268, 269, 276, 282, 284, 294 zijn niet (meer) in omloop.